# Gunilla Carlsson
Anna Gunilla Carlsson (ur. 11 maja 1963 w Lund) – szwedzka polityk, była eurodeputowana, od 2006 do 2013 minister ds. międzynarodowej współpracy i rozwoju.

## Życiorys
Ukończyła w pierwszej połowie lat 80. kursy z zakresu audytu i księgowości na Uniwersytecie w Linköping. Pracowała przez kilka lat w zawodzie księgowej, była też radną Vadsteny. W latach 90. zaangażowała się w działalność polityczną, zasiadała we władzach międzynarodowych konserwatywnych organizacjach młodzieżowych. Zatrudniona w administracji sekretariatu klubu poselskiego Umiarkowanej Partii Koalicyjnej, pełniła też funkcję wiceprzewodniczącej Ligi Młodych. W 1999 została drugim zastępcą, a w 2003 pierwszym wiceprzewodniczącym swojego ugrupowania.
W 1995 i 1999 uzyskiwała mandat posłanki z Parlamentu Europejskiego. Zasiadała w grupie Europejskiej Partii Ludowej oraz w komisjach gospodarczych. Z Europarlamentu odeszła w 2002 w związku z wyborem do Riksdagu, w którym od 2004 pełniła funkcję wiceprzewodniczącej komisji spraw zagranicznych oraz komisji ds. Unii Europejskiej.
W 2006 z powodzeniem ubiegała się o reelekcję, została w tym samym roku powołana na stanowisko ministra ds. międzynarodowej współpracy i rozwoju w Ministerstwie Spraw Zagranicznych w nowo utworzonym rządzie Fredrika Reinfeldta. Utrzymała tę funkcję także po wyborach w 2010, w których również uzyskała reelekcję do Riksdagu. Z rządu i z parlamentu odeszła w 2013.